# TOCA
TOCA (Touring Car Association) – organizator i administrator British Touring Car Championship (BTCC - największej serii wyścigowej w Wielkiej Brytanii) oraz serii jej towarzyszących. Nad programem BTCC i przepisami dotyczącymi tych wyścigów czuwa firma BARC (TOCA) Ltd., zaś dyrektorem i przewodniczącym TOCA jest Alan J. Gow (również dyrektor BARC TOCA Ltd.).

## Powstanie organizacji i TOCA Package
BARC (TOCA) Ltd. została założona w 1990 roku z inicjatywy Alana J. Gowa. Już rok później (1991) Gow wykupił prawa do serii BTCC, która wtedy stanowiła jedną z największych serii wyścigów samochodowych na świecie. W 2000 r. Gow sprzedał udziały TOCA amerykańskiej spółce Octagon Motorsport. W latach dziewięćdziesiątych TOCA objęła również partnerstwem australijską serię wyścigową Australian Super Touring Championship, jednak po sprzedaniu TOCA Ltd. w 2000 roku australijska seria również zakończyła rozgrywanie wyścigów. 
W skład tzw. „TOCA Package” (lub „TOCA Tour”) oprócz British Touring Car Championship wchodzi kilka serii wyścigowych na terenie Wielkiej Brytanii: British Formula Ford Championship, Ginetta GT4 Supercup, Porsche Carrera Cup Great Britain i Renault Clio Cup United Kingdom. 
W przeszłości TOCA partnerowała również takim seriom jak: Brytyjska Formuła Renault, SEAT Cupra Championship czy Formuła BMW.

## Powiązane
W 1997 r. brytyjskie wydawnictwo gier komputerowych Codemasters wydało pierwszą grę z serii TOCA Race Driver, które stały się symulatorami wyścigów BTCC. 